# Mark Cavendish
Mark Simon Cavendish MBE (n. 21 mai 1985, Douglas, Insula Man, Middle⁠(d), Mannin) este un fost ciclist profesionist englez.
Este considerat unul dintre cei mai buni sprinteri din istorie în curse pe șosea, iar în 2021 a fost numit ca fiind „cel mai mare sprinter din istoria Turului și a ciclismului” de către Christian Prudhomme, directorul Tour de France. Deține recordul de cele mai multe victorii de etapă în Tour de France (35).

## Rezultate în Marile Tururi

### Turul Franței
15 participări
- 2007: abandon în etapa a 8-a
- 2008: nu a mai plecat din etapa a 15-a, câștigător al etapelor a 5-a, a 8-a, a 12-a și a 13-a
- 2009: locul 131, câștigător al etapelor a 2-a, a 3-a, a 10-a, a 11-a, a 19-a și a 21-a
- 2010: locul 154, câștigător al etapelor a 5-a, a 6-a, a 11-a, a 18-a și a 20-a
- 2011: locul 130, câștigător al etapelor a 5-a, a 7-a, a 11-a, a 15-a și a 21-a
- 2012: locul 142, câștigător al etapelor a 2-a, a 18-a și a 20-a
- 2013: locul 148, câștigător al etapelor a 5-a și a 13-a
- 2014: nu a mai plecat din etapa a 2-a
- 2015: locul 142, câștigător al etapei a 7-a
- 2016: nu a mai plecat din etapa a 17-a, câștigător al etapelor 1, a 3-a, a 6-a și a 14-a
- 2017: nu a mai plecat din etapa a 5-a
- 2018: nu a ajuns la timp în etapa a 11-a
- 2021: locul 139, câștigător al etapelor a 4-a, a 6-a, a 10-a și a 13-a
- 2023: nu a mai plecat din etapa a 8-a
- 2024: câștigător al etapei a 5-a

### Turul Italiei
7 participări
- 2008: câștigător al etapelor a 4-a și a 13-a, locul 132
- 2009: nu a mai plecat din etapa a 14-a, câștigător al etapelor 1, a 9-a, a 11-a și a 13-a
- 2011: nu a mai plecat din etapa a 13-a, câștigător al etapelor a 10-a și a 12-a
- 2012: câștigător al etapelor a 2-a, a 5-a și a 13-a
- 2013: câștigător al etapelor 1, a 6-a, a 12-a, a 13-a și a 21-a, locul 127
- 2022: câștigător al etapei a 3-a, locul 145
- 2023: câștigător al etapei a 21-a, locul 120

### Turul Spaniei
2 participări
- 2010: locul 144, câștigător al etapelor 1, a 12-a, a 13-a și a 18-a
- 2011: abandon în etapa a 4-a